# Cima di Aquila
La Cima di Aquila (3.128 m s.l.m.) è la seconda cima più alta del Pizzo di Cassimoi.

## Geografia
La vetta si trova per intero nel territorio del Canton Ticino, ad appena 200 m dal confine cantonale tra Ticino e Grigioni in Svizzera. Sulle carte topografiche del XIX-fino a metà XX secolo però al contrario di oggi risultava fungere da confine cantonale.
Più precisamente essa si situa nel comune di Blenio, in territorio della frazione Aquila (dalla quale prende il nome), poco a sud del Lago di Luzzone, punto di partenza prediletto dagli alpinisti per la scalata alla cima, e in posizione dominante sul piccolo Lago di Cassimoi in testata della Val Scaradra.

## Il problema del nome
La vetta, conosciuta fra gli escursionisti e gli abitanti del luogo, fino a pochi anni fa non presentava un toponimo definito ufficialmente da Swisstopo, dato che solo una piccola croce ne marca la presenza sulle carte nazionali. Perciò la nomenclatura non era univoca e gli appellativi più comuni erano:
- Cima di Aquila
- Punta di Aquila
- Cima NW (nordovest) del Pizzo di Cassimoi

Secondo la prima edizione della carta topografica Dufour di Swisstopo del 1864, la Cima di Aquila non aveva toponimo ed era inserita all'interno del ghiacciaio che ricopriva la Val Scaradra e a malapena sporgeva da esso. Al contrario di oggi il confine cantonale naturale con i Grigioni passava da questa cima. 
Con l'edizione del 1872 delle carte Siegfried e Dufour a questa cima venne assegnato il nome di "Piz Sorda", questo toponimo in realtà oggi appartiene ad un'altra cima distante in direzione nord-ovest 1.2 km, la quale ai tempi era denominata "Torrone di Nava", a sua volta questo toponimo oggi è una cima posizionata un ulteriore km più a nord-ovest che ai tempi non presentava alcun nome. È possibile che si sia trattato di un errore, ma la questione andrebbe approfondita. 
Le denominazioni di queste cime hanno trovato sulle carte topografiche la posizione attuale con le edizioni degli anni'1950, ma alla Cima di Aquila non venne assegnato alcuna denominazione, forse perché ritenuta facente parte del gruppo di cime secondarie del Piz Cassimoi. Nel frattempo il ghiacciaio si è notevolmente ridotto e il confine naturale cantonale è stato raffigurato allo stato odierno, ovvero passa 200 m ad est della Cima di Aquila la quale viene così a trovarsi in territorio completamente ticinese.

## Rivendicazioni del primato cantonale
Per anni la questione di riconoscere ufficialmente la vetta sulla carta nazionale e il problema di attribuirle un nome non venne sollevata. A far emergere rapidamente la questione è stato un gruppo di bleniesi, e più in particolare il Patriziato di Aquila, che ha rivendicato il primato di vetta più alta situata interamente sul territorio del Canton Ticino, da assegnare in Valle di Blenio, per l'appunto alla cima NW del Pizzo di Cassimoi. Da notare pure come il nome Cima di Aquila è stato proposto all'Ufficio federale di topografia in maniera ufficiale (nome motivato dall'ubicazione della vetta sul territorio del Patriziato di Aquila e dalla presenza di rapaci sulla vetta).
Il primato di montagna situata completamente in territorio ticinese è attualmente detenuto dal Pizzo Campo Tencia (3.071 m.s.l.m.), che verrebbe dunque superato di 57 metri dal picco bleniese, mentre il primato assoluto di punto più alto del cantone rimane saldamente nelle mani dell'Adula (3.402 m s.l.m.), diviso però, come il Pizzo Alto fra Ticino e Grigioni. 
La questione del primato di montagna più alta sita interamente in territorio ticinese, presenta risposte diverse a seconda del punto di vista: se si considera solamente il cucuzzolo ciò è vero per questa cima, ma si tratta comunque di una cima secondaria appartenente al Piz Cassimoi che affonda le radici (e nel senso classico del termine di montagna) anche nei Grigioni, ragione per il quale in senso più esteso si ritiene ancora essere il Campo Tencia la montagna più alta su territorio interamente ticinese.
Con l'edizione della carta nazionale 2018 è stata ufficialmente introdotta la denominazione di Cima di Aquila.

## Galleria d'immagini

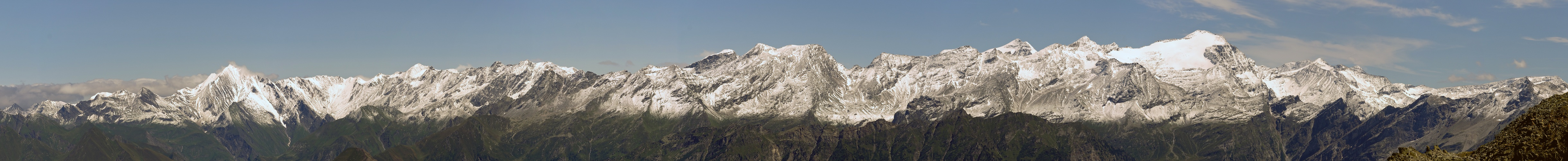
Le Alpi Lepontine. Al centro il Pizzo di Cassimoi (la Cima di Aquila è quella di sinistra).
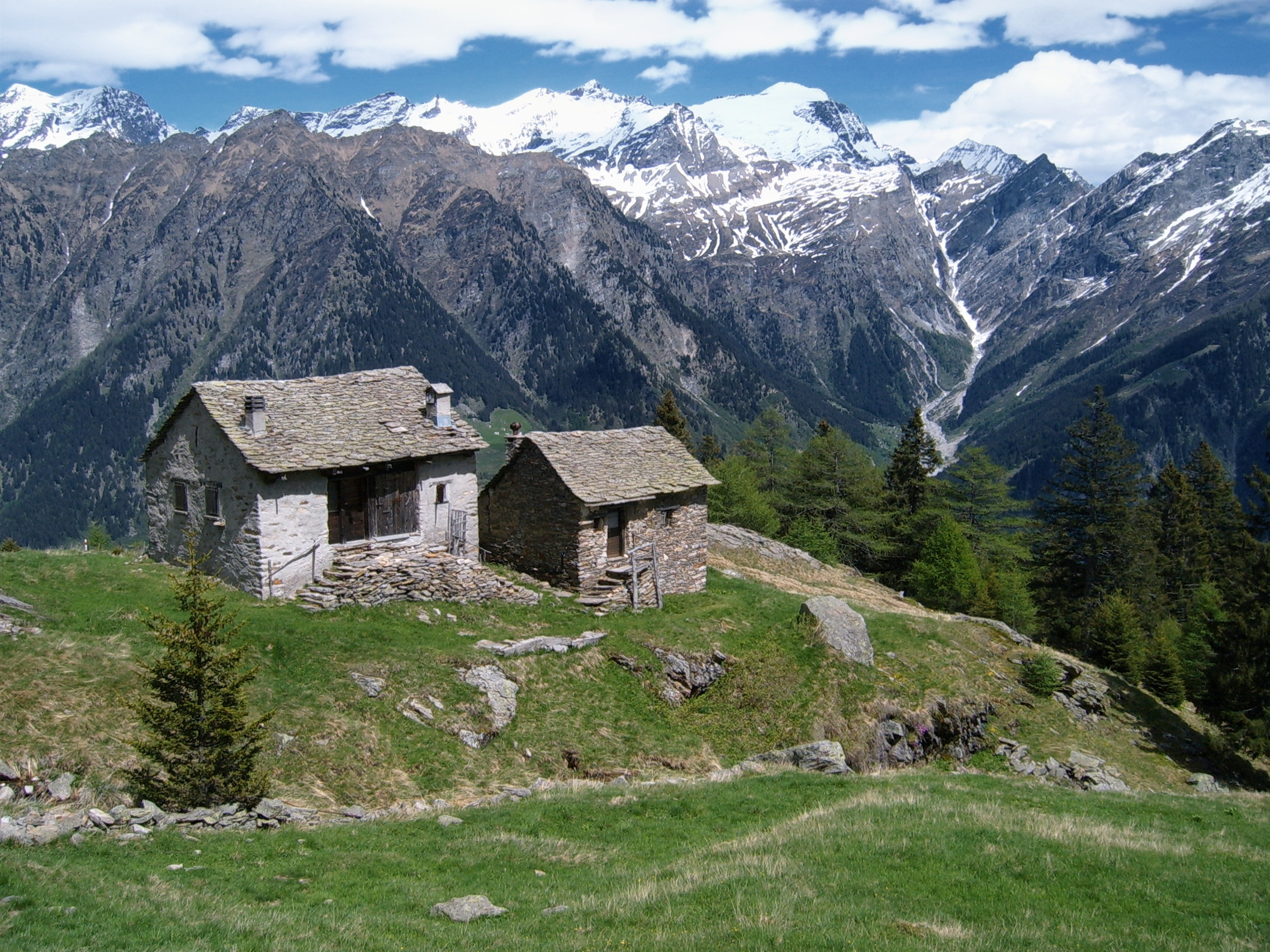
Veduta dalla Val di Blenio. L'ultimo picco a sinistra è la Cima di Aquila.
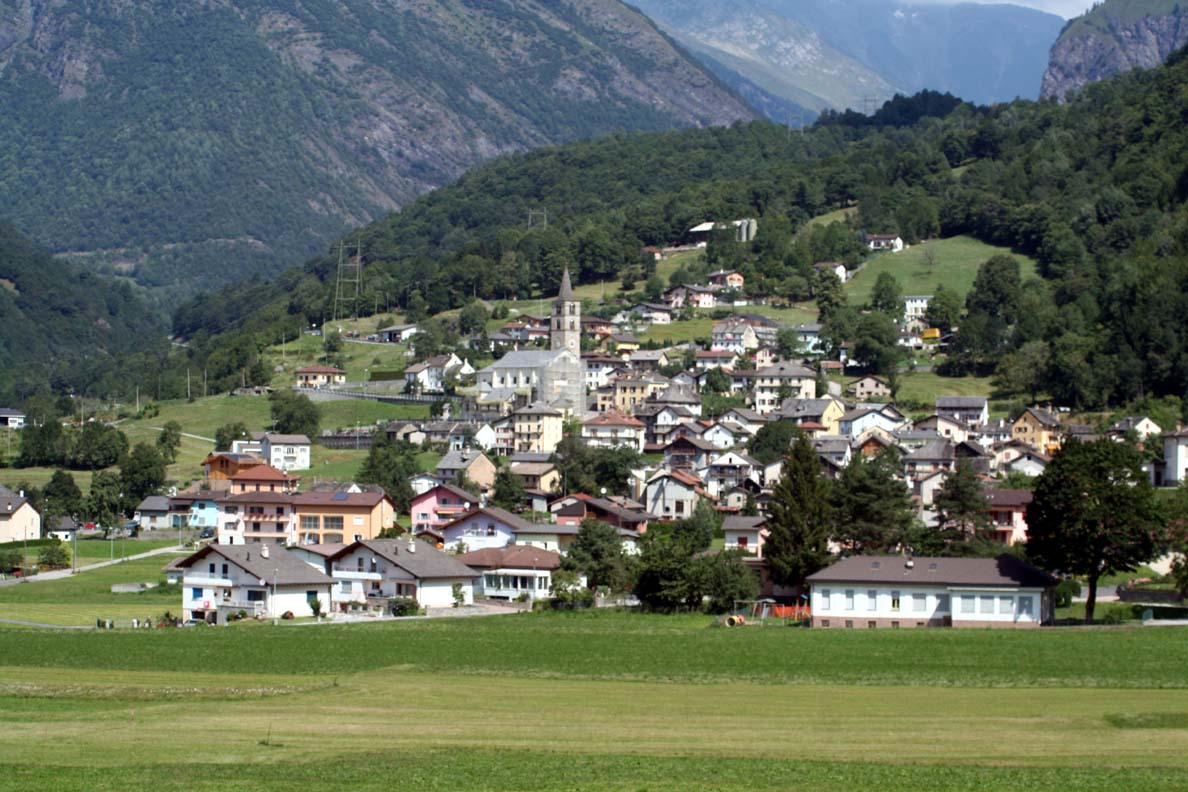
La frazione di Aquila.
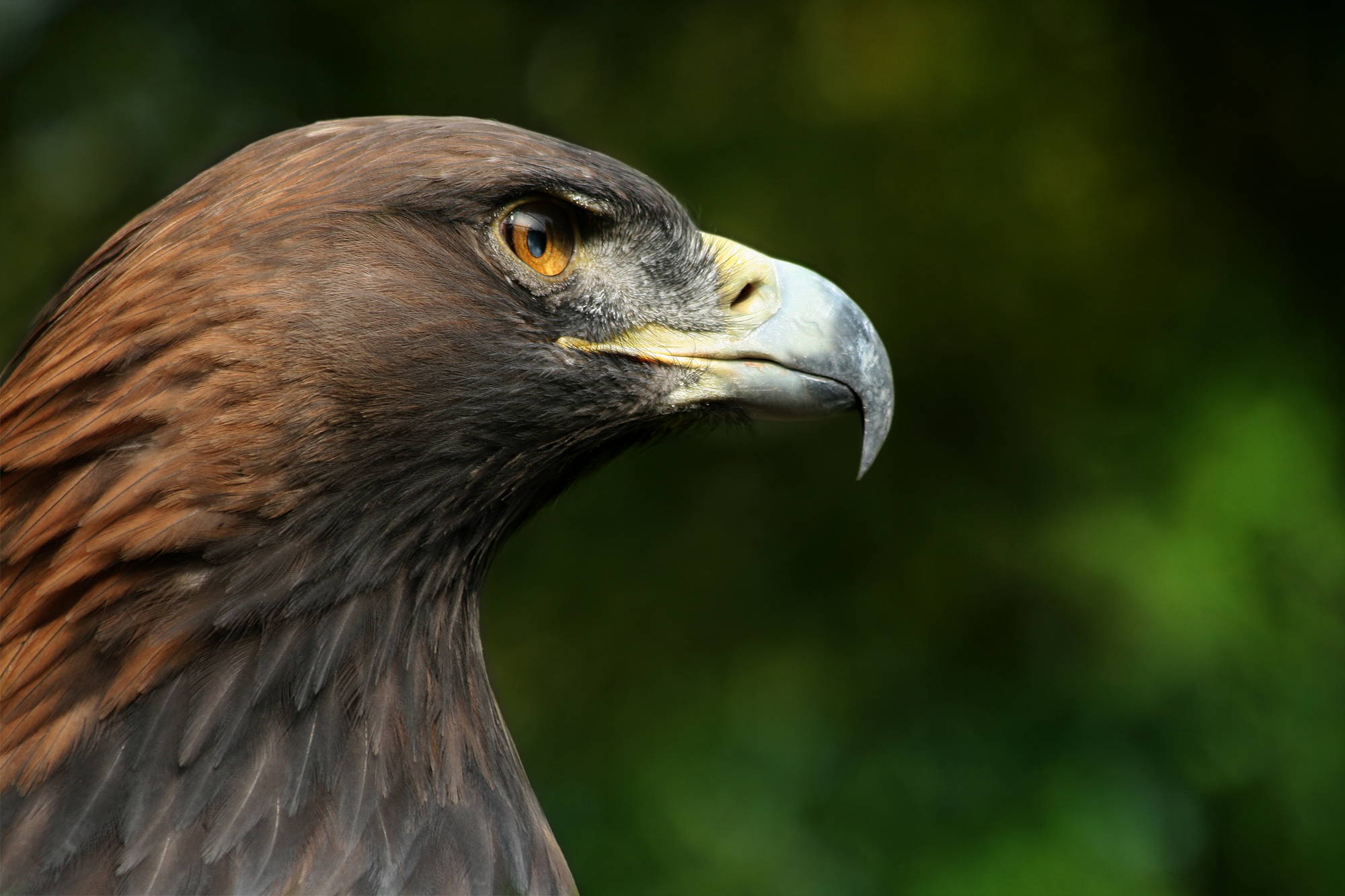
Aquila reale. Il rapace è presente sul territorio delle Alpi Lepontine.